# Last of the Summer Wine
Last of the Summer Wine ist die am längsten laufende britische Sitcom. Sie wurde erstmals am 4. Januar 1973 von der BBC ausgestrahlt, die letzte und 31. Staffel wurde letztmals am 29. August 2010 gesendet. Die Episoden wurden vom Autor Roy Clarke geschrieben und haben eine Laufzeit von ca. 30 Minuten. Der Bekanntheitsgrad der Serie in Großbritannien ist gleichzusetzen mit dem der Lindenstraße in Deutschland. Eine deutsche Version gibt es nicht.
Hauptfiguren der Serie sind drei Rentner, die in ihrer Kleinstadt Holmfirth (in Yorkshire) eine zweite Kindheit erleben und mit viel Humor und Unternehmungslust durch die Straßen ziehen. Sie philosophieren über alltägliche Dinge und bringen sich durch irrwitzige Ideen in peinliche Situationen. Die Landschaftsaufnahmen und die innerstädtischen Schauplätze durchziehen die Serie mit viel Nostalgie. Die unkomplizierten Geschichten, der Wortwitz und die ausdrucksstarken Charaktere sorgen für gute Unterhaltung und erklären die lange Laufzeit der Serie.
Hauptcharaktere waren lange die unverheirateten Freunde Norman „Cleggy“ Cleeg (Peter Sallis) und William „Compo“  Simmonite (Bill Owen). Das dritte Mitglied der Gruppe wechselte während der Staffeln:
- Cyril Blamire (Michael Bates) 1973–1975
- William „Foggy“ Dewhurst (Brian Wilde) 1976–1985, 1990–1997
- Seymour Utterthwaite (Michael Aldridge) 1986–1990
- Herbert „Truly“ Truelove (Frank Thornton) seit 1998

Nach dem Tod Compos im Jahre 1999 wechselte auch das zweite Mitglied der Gruppe mehrfach:
- Tom Simmonite (Tom Owen) 2000
- Billy Hardcastle (Keith Clifford) 2001–2006
- Alvin Smedley (Brian Murphy) seit 2003

## Hauptfiguren

### Norman „Cleggy“ Clegg
(Peter Sallis: 1973–2010)
Cleggy ist der normale „Mittelklasse-Rentner“ und wird von den anderen in unangenehme Situationen hineingezogen. Seine Frau ist verstorben. Cleggy ist nicht unglücklich darüber und nach dieser Erfahrung Frauen gegenüber schüchtern. Man kann ihn als den Beobachter der Truppe bezeichnen, der eine Ader für Philosophie hat.

### William „Compo“ Simmonite
(Bill Owen: 1973–2000).
Compo ist ein Rentner der Arbeiterklasse und fällt stets durch seine mangelhafte  Körperhygiene auf. Typisch sind die dreckigen Hosen, die Gummistiefel und die grüne Strickmütze. Er hat nur selten gearbeitet und gönnt sich ein faules Leben mit seinem Frettchen. Compo ist oft die Witzfigur und muss für alle Arten von Stunts herhalten. Diese sind ein fester Bestandteil der Serie und immer Höhepunkt einer Episode. Compo interessiert sich für seine Nachbarin Nora Batty, welche ihn bei jedem Annäherungsversuch mit der Handtasche oder einem Besen verscheucht (eine Art Running Gag). Als der Darsteller starb, verstarb auch der Charakter in der Serie – mit einem Lächeln im Gesicht.

### Walter „Foggy“ Dewhurst
(Brian Wilde: 1976–1985, 1990–1997).
Der ehemalige Soldat berichtet gerne von seinen Kriegsjahren in Burma während des Zweiten Weltkrieges, wo er als Maler für Hinweisschilder eingesetzt war. Er sieht sich als Anführer der Truppe und führt sie öfters ins Chaos. Alles wird mit äußerster Genauigkeit und militärischer Struktur geplant. Er verstarb im Jahre 2008.

### Wally und Nora Batty
(Joe Gladwin: Staffel 2–8 und Kathy Staff: alle Staffeln außer 2001–Special und Staffel 23). Wally und Nora sind die Nachbarn von Compo und wohnen über ihm. Nora ist die meiste Zeit damit beschäftigt, die unmoralischen Angebote von Compo abzuwehren. Wally steht unter Noras Kontrolle und hat nicht viel zu lachen. Er hofft, dass Compo irgendwann Erfolg hat und er von ihr befreit ist.

### Sid und Ivy
(John Comer: Staffel 1–7 und Jane Freeman: alle Staffeln).
Beide betreiben das Stammcafé des Trios und können sich nicht ausstehen. Sid muss sich als Verkäufer und Kellner um seine störrischen Gäste kümmern, während Ivy alle Gespräche in der Küche belauscht. Die ehelichen Streitigkeiten bieten Anlass für witzige und derbe Dialoge.